# Лорио, Ивонна
Ивонна Лорио (фр. Yvonne Loriod; 20 января 1924, Уй, департамент Ивелин — 17 мая 2010, Сен-Дени) — французская пианистка и педагог.

## Биография
Училась в Парижской консерватории у Лазара Леви (фортепиано) и Жозефа Кальве (камерный ансамбль), среди её преподавателей были Дариюс Мийо и Оливье Мессиан. Начала профессиональную карьеру в 1948, концертировала в странах Европы, в США, Латинской Америке, Японии, Австралии. Исполняла современную музыку (Шёнберг, Веберн, Альбан Берг, Эдгар Варез, Стравинский, Барток, Мессиан, Жоливе, Булез), а также произведения Баха, Моцарта, Бетховена, Шумана, Шопена, Дебюсси, Равеля, Альбениса, Мануэля де Фальи.
Автор нескольких камерных и оркестровых сочинений. С 1961 — жена Оливье Мессиана, крупнейший интерпретатор его творчества, издатель его музыкальных и теоретических сочинений. Сестра Жанны Лорио (1928—2001), исполнительницы на волнах Мартено.
Ивонне Лорио посвящено произведение Оливье Мессиана для фортепиано и небольшого оркестра «Экзотические птицы».

## Педагогическая деятельность
С 1958 года преподавала в Высшей школе музыки Карлсруэ, в 1967—1989 — в Парижской консерватории. Среди учеников Лорио — Мишель Бероф, Пьер-Лоран Эмар, Роже Мюраро, Херардо Гандини, Питер Донохоу.